# Sophie Moresséeová-Pichotová
Sophie Moresséeová-Pichotová (* 3. dubna 1962 Sissonne, Francie) je bývalá francouzská moderní pětibojařka a sportovní šermířka, která se specializovala na šerm kordem.
Francii reprezentovala v osmdesátých a devadesátých letech. Na olympijských hrách startovala v roce 1996 v soutěži jednotlivkyň a družstev a v roce 2000 v soutěži družstev. V roce 1988 a 1992 obsadila druhé místo na mistrovství světa v soutěži jednotlivkyň. S francouzským družstvem kordistek vybojovala na olympijských hrách 1996 zlatou olympijskou medaili a v roce 1998 vybojovala s družstvem titul mistryň světa.
V moderním pětiboji reprezentoval Francii v osmdesátých letech a na přelomu osmdesátých a devadesátých lete. V roce 1986 obsadila druhé místo na mistrovství světa a v roce 1989 druhé místo na mistrovství Evropy v individuální soutěži a společně s krajankami z individuální soutěže vybojovaly v roce 1986 titul mistryň světa.